# Исуатан
Исуата́н (исп. Ixhuatán) — посёлок в Мексике, штат Чьяпас, входит в состав одноимённого муниципалитета и является его административным центром. Численность населения, по данным переписи 2020 года, составила 3674 человека.

## Общие сведения
Название Ixhuatán с языка науатль можно перевести как — место зелёной листвы
Поселение было основано в середине XVI веке испанскими миссионерами, для евангелизации местного населения.
В 1690 году упоминается как посёлок, входящий в Испанскую империю. В 1774 году в нём насчитывалось 245 жителей, но к 1876 году сократилось до 127 человек.